# 苏杰生
苏杰生，即蘇布拉馬尼亞姆·賈伊尚卡爾（常简称；1955年1月9日—），印度政治人物、外交官，現印度外交部长。

## 早期生活和背景
苏杰生出生于印度德里的一个信奉印度教的泰米尔人家庭，父亲是印度著名国际战略事务分析家、记者和前政府官员克里希纳斯瓦米·苏布拉马尼亚姆，母亲是苏洛查娜·苏布拉马尼亚姆（Sulochana Subrahmanyam）。他有一个姐姐苏达·苏布拉马尼亚姆（Sudha Subrahmanyam），还有两个兄弟：历史学家桑贾伊·苏布拉马尼亚姆和前印度农村发展部部长S·维贾伊·库马尔（S. Vijay Kumar）。

## 外交生涯
蘇傑生曾於2015年1月至2018年1月期間出任印度政府的外交部秘書。他於1977年加入印度的外交部，曾任印度驻美国大使和驻中国大使。
2009年8月12日被任命為印度驻华大使、2009年8月28日到任，至2013年12月卸任，是目前担任该职务时间最长者。
2014至2015年，苏杰生任印度驻美国大使。
在這之前，他曾出任印度駐捷克大使（2001–2004）及駐新加坡的英聯邦高級事務專員。此外，他在美国和印度簽訂民用核协议的過程中亦扮演着關鍵的角色。

## 个人生活
其妻杏子是日本人，二人育有二子一女。
除了會說英語，蘇杰生會說的語言還有：泰米爾語、俄語、印度斯坦語、中文、日語及匈牙利語。

## 外部連結
- Ambassador’s Bio Data, Embassy of India, Washington DC
- Interview, 中国中央电视台, 3 August 2010

| 外交職務             | 外交職務                 | 外交職務                      |
| -------------------- | ------------------------ | ----------------------------- |
| 前任者： 拉奥琦      | 印度驻华大使 2009–2013   | 繼任者： 阿肖克·康特          |
| 前任者： 拉奥琦      | 印度驻美大使 2013–2015   | 繼任者： Arun Kumar Singh     |
| 前任者： 苏贾塔·辛格 | 印度外交部次长 2015–2018 | 繼任者： Vijay Keshav Gokhale |